# 維希湯
維希湯（法語：Vichyssoise）是麗思卡爾頓酒店管理集團的主廚路易斯·迪亞特，於1917年創造出來的夏季菜單冷湯，後來因為大受歡迎，1923年之後成為酒店餐廳固定推出的附餐。

## 歷史沿革
1917年路易斯·迪亞特為麗思酒店創造新的菜單，想要創造一種令人難忘的冷湯，想到小時候母親常煮的馬鈴薯加韭菜為基調，再加進洋蔥、牛奶、奶油，之後混煮而成的湯品，由於加入馬鈴薯的緣故，因此煮出來的湯色呈現乳白色，他想起如同故鄉法國奧弗涅-隆-阿爾卑斯大區阿列省維琪的溫泉水色，因此將其命名為Vichyssoise，路易斯·迪亞特將維希湯放入夏季菜單當中，原先麗思酒店的冬季菜單是沒有維希湯，因為每年冬季都有顧客提出要求，直到1923年路易斯·迪亞特將維希湯放在普通菜單當中，使得麗思酒店的維希湯，全年都有供應販售。
由於維希湯是法國主廚在美國創造的湯品，因此法國和美國對於到底是哪一國創造的問題，永遠會有相持不下的爭論，這成為飲用維希湯的另一個話題。